# Ebenaqua
Ebenaqua ritchiei
Genre
Espèce
Ebenaqua est un genre fossile de poissons à nageoires rayonnées de l’ordre également fossile des Bobasatraniiformes qui ont vécu au cours du Changhsingien du Lopingien du Permien supérieur. Ce genre n'est représenté que par une seule espèce fossile, Ebenaqua agilis.

## Classification
Le genre Ebenaqua et l'espèce Ebenaqua ritchiei sont décrits en 1983 par les paléontologues australiens Kenton Stewart Wall Campbell (d) et Le Duy Phuoc,,.

## Répartition
Ses restes fossiles ont été mis au jour en Australie, dans l’État du Queensland.

## Galerie

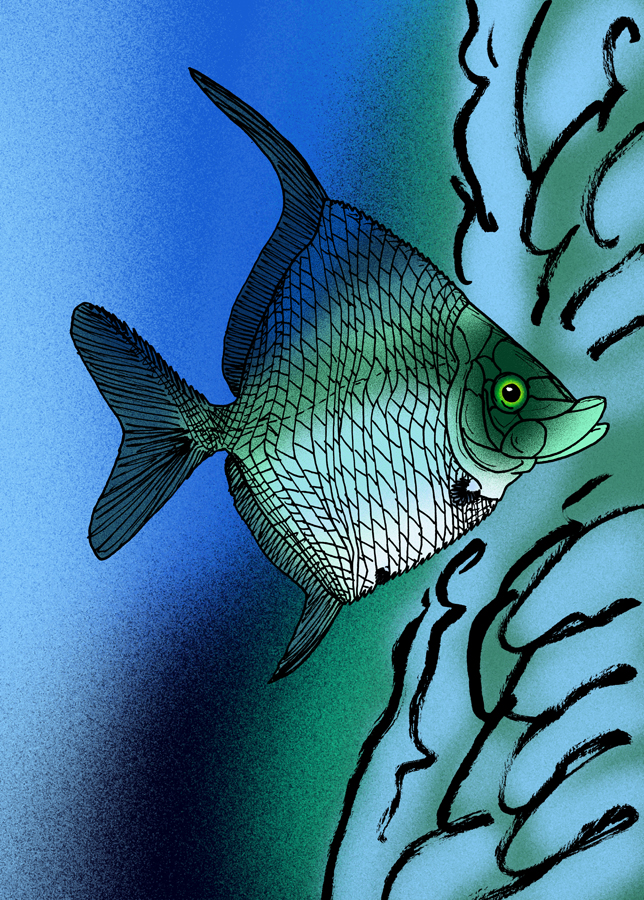
Reconstitution d’Ebenaqua ritchiei.

### Publication originale
- [1983] (en) Kenton Stewart Wall Campbell (d) et Le Duy Phuoc, « A Late Permian actinopterygian fish from Australia », Palaeontology, vol. 26, no 1,‎ janvier 1983, p. 33-70 (lire en ligne [PDF]).